# Patrick Starke
Patrick Starke (* 9. März 1988 in Bad Segeberg) ist ein deutscher Handballspieler, der im Laufe seiner Karriere in der 2. Bundesliga aktiv war.

## Karriere
Patrick Starke spielte anfangs beim SC Rönnau und beim AMTV Hamburg. Beim AMTV lief der Linkshänder mit der A-Jugend sowie mit der Herrenmannschaft in der Regionalliga auf. Im Sommer 2008 wechselte der Rückraumspieler zum Zweitligaaufsteiger VfL Bad Schwartau. Ein Jahr später lief Starke für die 2. Mannschaft vom THW Kiel in der Regionalliga auf. Zur Saison 2011/12 schloss er sich dem Drittligisten TSV Altenholz an. Starke stieg 2013 mit Altenholz in die 2. Bundesliga auf. Ein Jahr später trat er mit Altenholz den Gang in die Drittklassigkeit an. Nachdem Starke 2017 mit Altenholz Meister in der 3. Liga wurde, schloss er sich dem Kreisligisten HSG Kalkberg 06 an. Mit Kalkberg stieg er nach dem Gewinn der Kreismeisterschaft 2018 in die Regionsliga auf. Ein Jahr später stieg er mit Kalkberg in die Landesliga auf.